# Joseph Labitzky
Joseph Labitzky (Schönfeld, Saxònia, 4 de juliol de 1802 - Karlovy Vary, Txèquia, 18 d'agost de 1880) fou un compositor i director d'orquestra alemany.
El 1834 fundà a Karlovy Vary una orquestra de ball a la manera de les de Strauss i de Joseph Lanner, amb la qual donà alguns concerts que li donaren fama universal.
El 1853 confia la direcció d'aquesta orquestra al seu fill, August Labitzky (1832-1903), i ell prengué el càrrec de director de l'orquestra de Karlovy Vary, càrrec en el qual també el succeí el seu fill.
Va compondre nombrosos valsos, polques, masurques, quartets i alguns concerts.